# شهرستان یلتسوفسکی
شهرستان یلتسوفسکی (به لاتین: Yeltsovsky District) یک منطقهٔ مسکونی در روسیه است که در سرزمین آلتای واقع شده‌است.